# Tinea

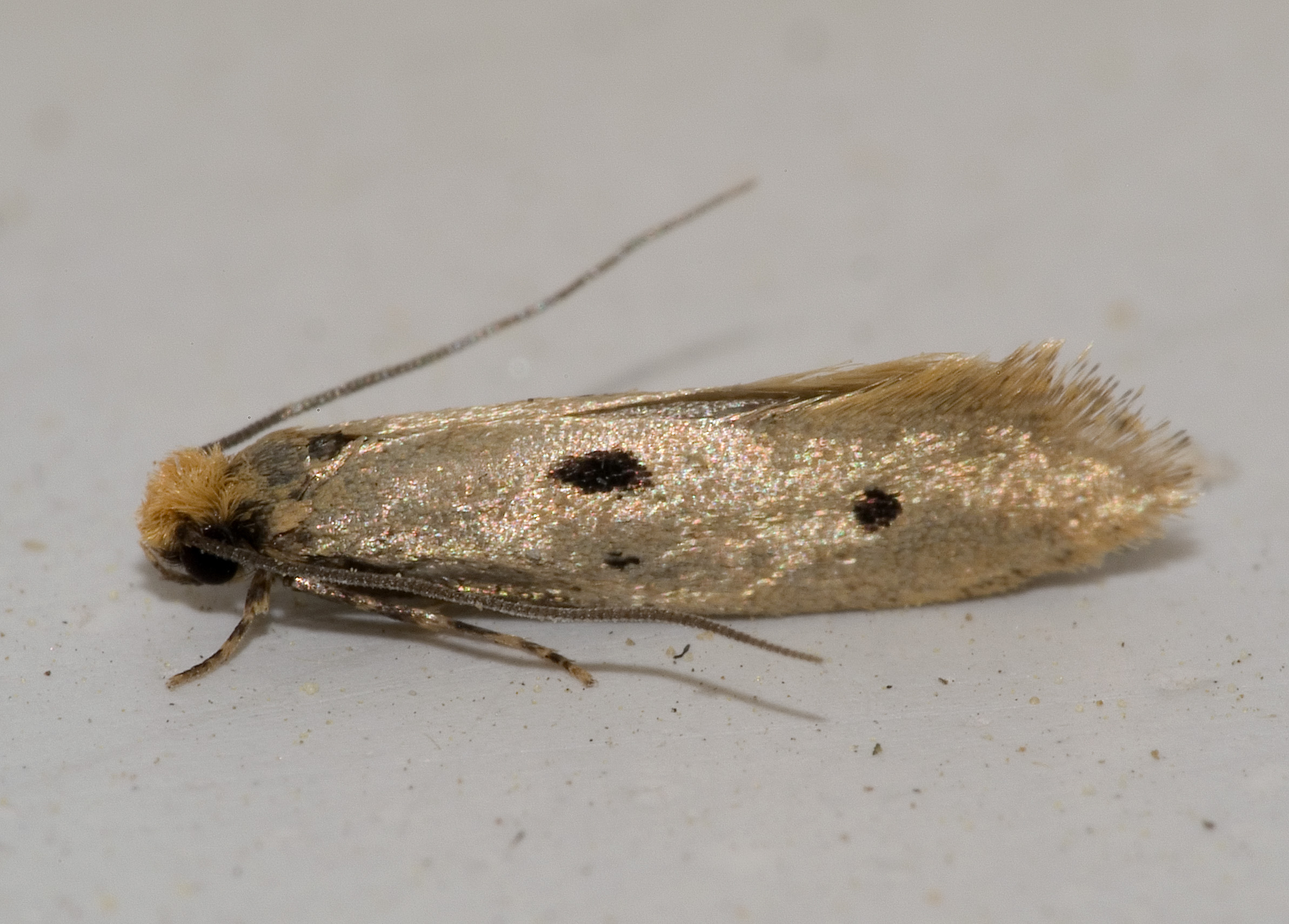
Tinea trinotella

Tinea és un gènere de lepidòpters tineoïdeus de la família dels tinèids (Tineidae).

## Característiques
Aquest gènere inclou arnes dels fongs. El gènere tenia abans moltes més espècies però algunes han passat actualment a altres gèneres.

## Taxonomia
- Tinea apicimaculella Chambers, 1875
- Tinea basifasciella Ragonot, 1895
- Tinea behrensella Chambers, 1875
- Tinea bothniella Svensson, 1953
- Tinea carnariella Clemens, 1859
- Tinea chaotica Meyrick, 1893
- Tinea columbariella Wocke, 1877
- Tinea corynephora Turner, 1927
- Tinea croceoverticella Chambers, 1876
- Tinea drymonoma Turner, 1923
- Tinea dubiella Stainton, 1859
- Tinea flavescentella Haworth, 1828
- Tinea flavofimbriella (Chrétien, 1925)
- Tinea grumella Zeller, 1873
- Tinea irrepta Braun, 1926
- Tinea lanella Pierce & Metcalfe, 1934
- Tinea mandarinella Dietz, 1905
- Tinea melanoptycha (Turner, 1939)
- Tinea messalina Robinson, 1979
- Tinea misceella Chambers, 1873
- Tinea murariella Staudinger, 1859
- Tinea niveocapitella Chambers, 1875
- Tinea occidentella Chambers, 1880
- Tinea omichlopis Meyrick, 1928 (= T. nonimella)
- Tinea pallescentella Stainton, 1851 (= T. galeatella)
- Tinea pellionella – Case-bearing Clothes Moth
- Tinea poecilella Rebel, 1940
- Tinea porphyrota Meyrick, 1893 (provisonalment)
- Tinea semifulvella
- Tinea steueri Petersen, 1966
- Tinea straminiella Chambers, 1873
- Tinea svenssoni Opheim, 1965
- Tinea thoracestrigella Chambers, 1876
- Tinea translucens Meyrick, 1917
- Tinea tridectis Meyrick, 1893
- Tinea trinotella
- Tinea unomaculella Chambers, 1875
- Tinea xanthostictella Dietz, 1905